# Guerra dei Tuscarora
La guerra dei Tuscarora fu combattuta in Carolina del Nord dall'autunno del 1711 all'11 febbraio 1715 tra coloni britannici, olandesi e tedeschi ed i nativi Tuscarora. Gli europei erano alleati di Yamasee e Cherokee, ed anche i Tuscarora avevano numerosi alleati indiani. È considerata la guerra più sanguinosa della Carolina del Nord. Sconfitti, i Tuscarora firmarono un trattato con gli ufficiali coloniali nel 1718, e si insediarono in una riserva nell'odierna contea di Bertie.
Il primo insediamento permanente europeo in Carolina del Nord fu fondato nel 1653. I Tuscarora vivevano in pace con i coloni europei che giunsero in Carolina del Nord per oltre 50 anni in un periodo in cui quasi ogni altra colonia colonia era in conflitto con i nativi americani. I coloni invasero sempre più le terre Tuscarora, ne razziavano i villaggi per recuperare degli schiavi ed introdussero malattie epidemiche. Dopo la sconfitta subita i Tuscarora si trasferirono a nord fino a New York, dove si unirono ai cugini di lingua irochese, le Cinque Nazioni della confederazione irochese. Furono accettati come sesta nazione. Il loro capo disse che i Tuscarora rimasti a sud dopo il 1722 non erano più considerati membri della tribù.

## Storia
I Tuscarora erano un popolo di lingua irochese migrato dalla regione dei Grandi Laghi nei secoli che precedettero il contatto con gli europei. I popoli a loro collegati formarono la confederazione irochese nell'attuale stato di New York.
All'inizio del XVIII secolo vi erano due gruppi in Carolina del Nord: un gruppo settentrionale comandato da capo Tom Blount ed uno meridionale con capo Hancock. Capo Blount occupava l'area dell'attuale contea di Bertie sul fiume Roanoke, mentre capo Hancock si trovava nei pressi di New Bern, ed occupava l'area a sud del fiume Pamplico (oggi Pamlico). Capo Blount divenne grande amico dell'influente famiglia Blount della regione di Bertie. Capo Hancock ed il suo popolo pativano le razzie europee nei propri villaggi ed i rapimenti effettuati dai mercanti di schiavi che vendevano i Tuscarora come schiavi. I due gruppi furono entrambi colpiti dalle malattie introdotte dagli europei, contro le quali non avevano difese, ed entrambi si vedevano rubare terre dall'invasione dei coloni.
Capo Hancock decise di dover combattere ed attaccare i coloni nel tentativo di allontanarli dalla loro zona. Tom Blount non fu in questo momento coinvolto nella guerra. Alcuni storici tra cui Richard White e Rebecca Seaman hanno ipotizzato che la guerra scoppiò per incomprensioni tra i coloni ed i Tuscarora.
I Tuscarora meridionali guidati da capo Hancock si allearono con i Pamplico, i Cothechney, i Core, i Mattamuskeet ed i Matchepungoe per attaccare i coloni in molti luoghi in breve tempo. I principali obiettivi erano le piantagioni lungo i fiumi Roanoke, Neuse e Trent e la città di Bath. Il primo attacco avvenne il 22 settembre 1711 e provocò la morte di centinaia di coloni, comprese molte figure politiche importanti come John Lawson di Bath.
Il governatore Edward Hyde chiamò le milizie della Carolina del Nord e si assicurò l'assistenza della legislatura della Carolina del Sud. Reclutò 600 milizie e 360 indiani sotto John Barnwell. Nel 1712 attaccarono i Tuscarora meridionali ed altre tribù nella contea di Craven a Fort Narhantes sulle rive del Neuse. I Tuscarora furono duramente sconfitti. Oltre 300 nativi persero la vita, e 100 furono fatti prigionieri, in gran parte donne e bambini che furono venduti come schiavi.
Gli inglesi offrirono a capo Blount il controllo dell'intero territorio Tuscarora se avessero aiutato i coloni a sconfiggere capo Hancock. Capo Blount catturò capo Hancock, ed i coloni lo giustiziarono nel 1712. Nel 1713 i Tuscarora meridionali persero Fort Neoheroka, situato nella contea di Greene. Circa 950 persone morirono o furono fatte prigioniere dal colonnello Moore e dalle sue truppe della Carolina del Sud. I suoi uomini erano composti da 33 bianchi e oltre 900 indiani, soprattutto Yamasee e Cherokee, nemici storici dei Tuscarora.
A questo punto la maggioranza dei sopravvissuti Tuscarora meridionali iniziarono a migrare verso New York per fuggire ai coloni della Carolina del Nord. Il loro capo dichiarò che chi fosse restato a sud dopo il 1722 non era più membro della tribù. Si unirono alle Cinque Nazioni degli Haudenosaunee o confederazione irochese, e furono accettati come sesta nazione.
I Tuscarora rimasti firmarono un trattato con i coloni nel giugno del 1718. Questa carta garantiva loro un tratto di terra lungo il fiume Roanoke in quella che oggi è la contea di Bertie. Era l'area già occupata da Tom Blount, e misurava 227 km². Tom Blount fu riconosciuto dalla legislatura della Carolina del Nord come re Tom Blount. Il resto dei Tuscarora meridionali fu cacciato dalle loro case sul fiume Pamlico ed obbligato a spostarsi a Bertie. Nel 1722 la colonia concesse la contea di Bertie. Nei decenni successivi le restanti terre Tuscarora continuarono a diminuire a causa della continua vendita di appezzamenti fatta dalla tribù.